# Tasiocera exigua
Tasiocera exigua är en tvåvingeart som beskrevs av Evgenyi Nikolayevich Savchenko 1973. Tasiocera exigua ingår i släktet Tasiocera och familjen småharkrankar. Inga underarter finns listade i Catalogue of Life.